# Mlječanica (település)
Mlječanica (szerbül: Мљечаница), falu Bosznia-Hercegovinában, Bosanska krajina területén, Kozarska Dubica községben, a Szerb Köztársaságban. 

## Fekvése
Bosznia-Hercegovina északi részén, Banja Lukától légvonalban 50, közúton 73 km-re északnyugatra, községközpontjától légvonalban 10, közúton 13 km-re délre, az azonos nevű folyó jobb partján, 200 - 400 méteres tengerszint feletti magasságban fekszik. Mlječanica a Međuvođe – Pašini Konaci – Moštanica úton található és áthalad rajta a Kozarska Dubicát Prijedorral összekötő főút. A Prijedor – Dubica út kanyarjától 4 km-re található a „Banja Mlječanica” rehabilitációs központ, a „Buk” vízesés pedig 12 km-re található innen. A falu rendkívül elnyúlt alakú, és teljes hosszában átfolyik rajta az azonos nevű folyó. Mlječanica falu Donja és Gornja Mlječanicára oszlik.

## Népessége
| Nemzetiségi csoport | Népesség 1991 | Népesség 2013 |
| ------------------- | ------------- | ------------- |
| Szerb               | 259           | 161           |
| Bosnyák             | 0             | 0             |
| Horvát              | 2             | 1             |
| Jugoszláv           | 0             | 0             |
| Egyéb               | 0             | 2             |
| Összesen            | 261           | 164           |

## Története
A Velika Gradina lelőhelyen előkerült régészeti leletek tanúsága szerint itt már a római korban is éltek emberek.
1878-ig tartozott az Oszmán Birodalomhoz, ekkor a berlini kongresszus határozata alapján az Osztrák-Magyar Monarchia része lett. A monarchia szétesésével 1918-ben előbb a Szerb-Horvát-Szlovén Királyság, majd 1929-től a Jugoszláv Királyság része. Jugoszlávia megszállása után a falu a Független Horvát Állam (NDH) része lett. A második világháború alatt Mlječanicából 151 katona vett részt a népi felszanadító háborúban, ebből 117-en (77,48%) estek el.
1945-től a település a szocialista Jugoszlávia része volt. A Bosznia-Hercegovinában zajló polgárháború idején a település a Boszniai Szerb Köztársaság része volt. Jugoszlávia felbomlása és a bosznia-hercegovinai háború során a falu nem szenvedett jelentősebb veszteségeket. 1995. szeptember 18-án és 19-én az Una horvát hadművelet keretében Kozarska Dubica község területét megtámadta a Horvát Köztársaság hadserege (HV). Ezt a támadást a Boszniai Szerb Köztársaság hadserege (VRS) és a helyi lakosság visszaverte. A harcok nem értek el idáig. A daytoni békeszerződést követő területfelosztásnál a település, Kozarska Dubica község részeként a Szerb Köztársaság területéhez került.

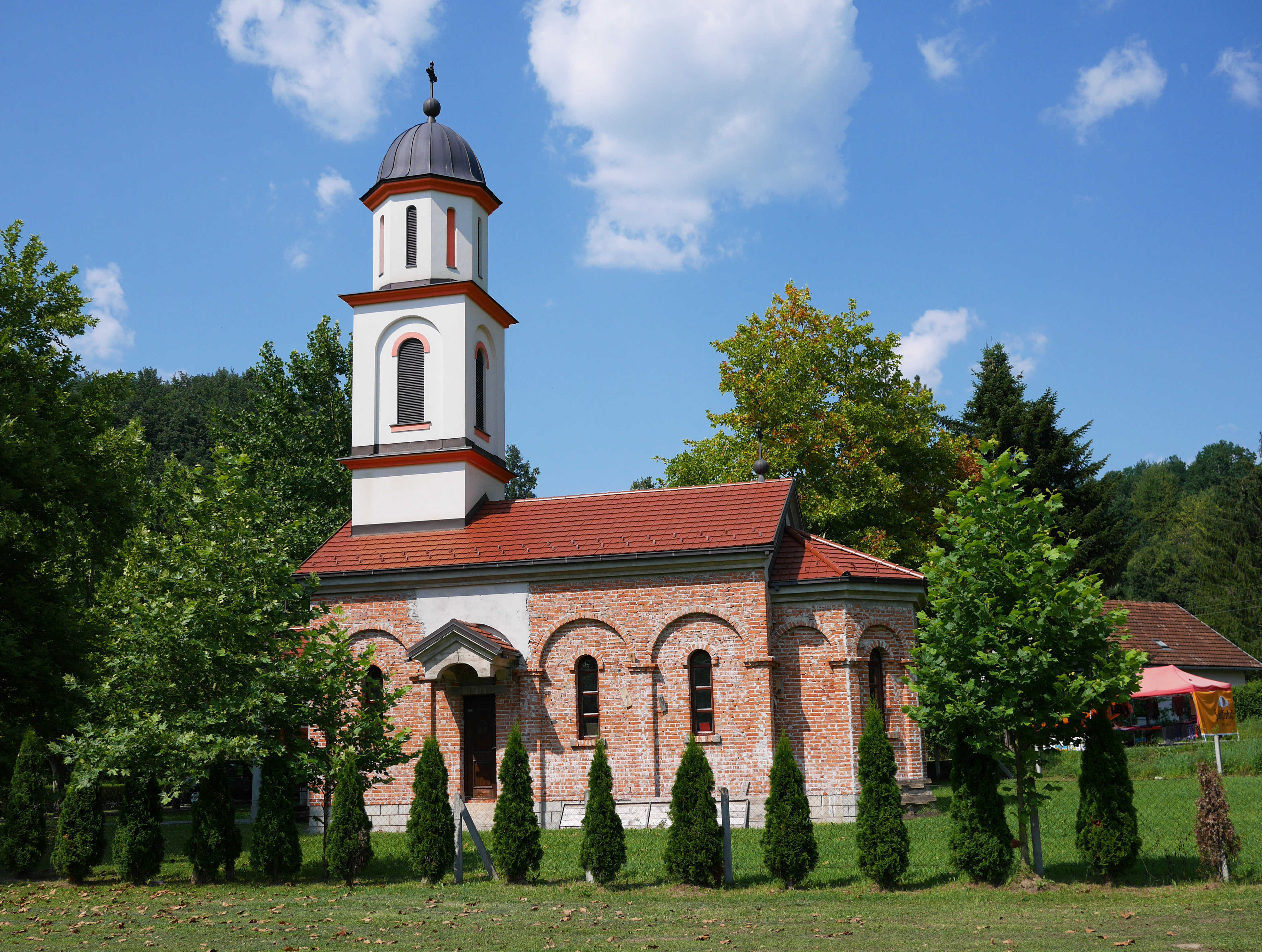
Az ortodox templom

## Nevezetességei
- Mlječanica Gyógyfürdő. A Mlječanica fürdő gyógyvize már több mint 5000 éve ismert.[5] Nem ismert pontosan, hogy az emberek mikor kezdték el használni a vizet különféle reumás betegségek és bőrbetegségek kezelésére. Ismeretes, hogy Mlječanica jelenlegi lakói, akiknek házai a forrás közelében voltak, vizet vittek a házba, ott felmelegítették, és favályúkban fürdették meg a betegeket. E. Ludvig és S. Kratzer bécsi kémikusok 1886-tól 1889-ig végeztek itt kutatásokat. Az első bizonyítványt gyógyászati tulajdonságairól Bécsben kapta meg 1924-ben.[6] A fürdőben található a Fizikai Orvostudományi és Rehabilitációs Intézet. Az intézet modern fiziátriai és rehabilitációs szakintézménynek készült. A Mlječanica fürdő vize ásványokban gazdag, 14 °C-os, kénes-keserű ízű. Az ásványvíz fürdésre, hidroterápiára, ivásra és inhalációra használható.

- 2007-ben megkezdődött az ortodox templom építése, melynek az év nagypéntekjén szentelték fel az alapjait. Az építés két évig tartott és a templomot Szent Petka tiszteletére szentelték fel.

- A Velika Gradina lelőhelyen, egy magasan kiemelkedő domb szűk (150 méter hosszú és 5-15 méter széles) platóján római épületmaradványok és ritka kerámiatöredékek kerültek elő.[4]

## Fordítás
- Ez a szócikk részben vagy egészben  a(z)   Мљечаница című szerb Wikipédia-szócikk ezen változatának fordításán alapul.  Az eredeti cikk szerkesztőit annak laptörténete sorolja fel. Ez a jelzés csupán a megfogalmazás eredetét és a szerzői jogokat jelzi, nem szolgál a cikkben szereplő információk forrásmegjelöléseként.